# NGC 2697
NGC 2697 (другие обозначения — MCG 0-23-11, ZWG 5.27, IRAS08524-0247, PGC 25029) — спиральная галактика в созвездии Гидры. Открыта Биндоном Стони в 1851 году.
В галактике отсутствует классический балдж. Вокруг ядра наблюдается кольцо из пыли. Звёздное население на окраине галактики более молодое, чем в центре и имеет возраст в среднем в 1,5 миллиарда лет. По всей видимости, звездообразование в галактике началось с центра, где оно завершилось 7 миллиардов лет назад, а во внешних областях — в период от 2,5 до 4 миллиардов лет назад и звездообразование в галактике временно остановилось. После этого, 1,5 миллиарда лет назад NGC 2697 поглотила карликовую галактику, что добавило в галактику звёзд малой металличности и вызвало вспышку звездообразования. Светимость галактики сравнительно невелика, вращение газа в ней правильное и круговое.
Этот объект входит в число перечисленных в оригинальной редакции «Нового общего каталога».